# Ursula Rao

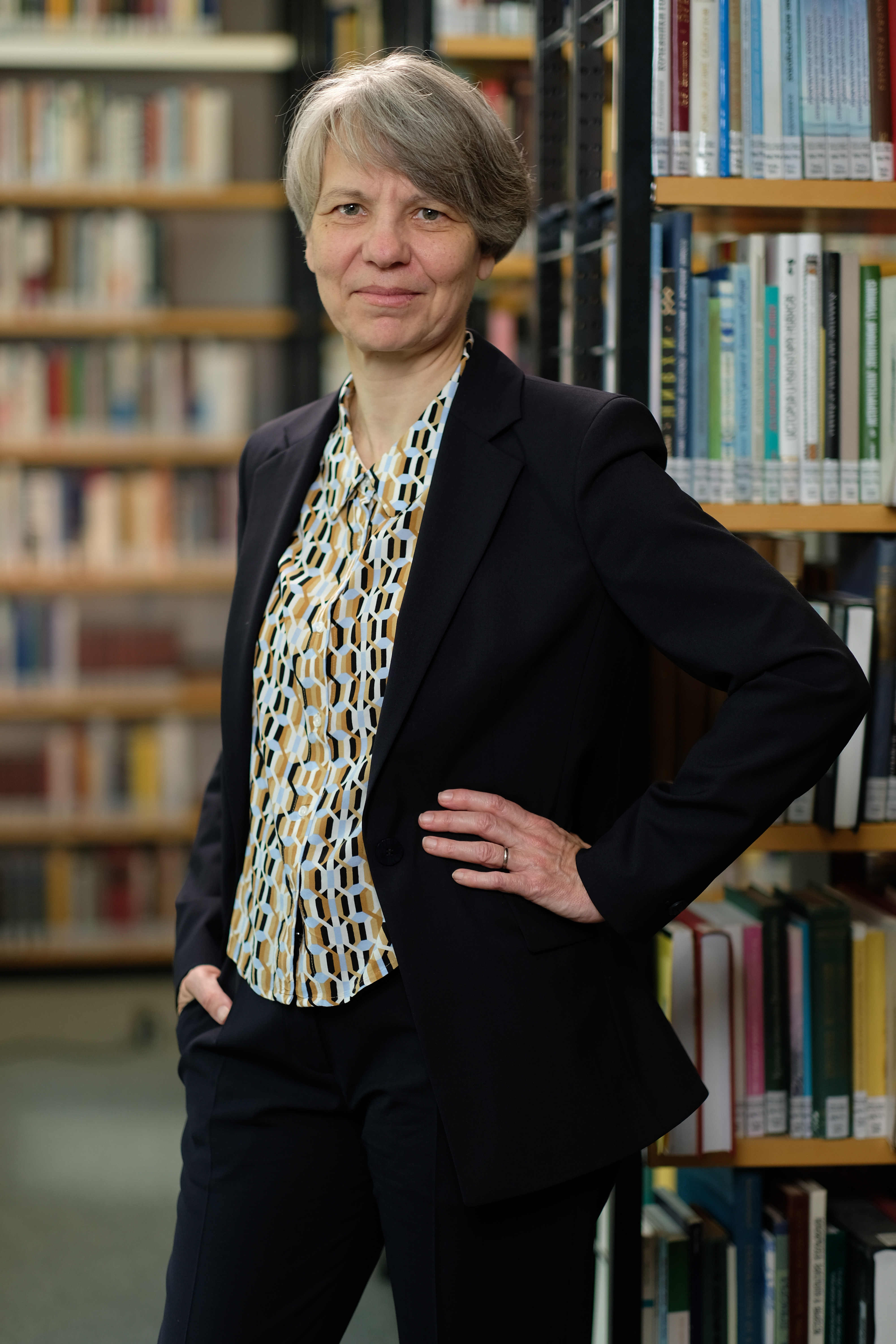
Ursula Rao (2023)

Ursula Rao (* 1965) ist eine deutsche Ethnologin. Von 2012 bis 2020 war sie Lehrstuhlinhaberin und Geschäftsführende Direktorin des Instituts für Ethnologie der Universität Leipzig. Seit 2020 ist sie Direktorin der Abteilung Ethnologie, Politik und Governance am Max-Planck-Institut für ethnologische Forschung in Halle (Saale).

## Akademische Laufbahn
Ursula Rao studierte Ethnologie, Indologie und Pädagogik an der Ruprecht-Karls-Universität Heidelberg, die sie 1994 mit einem M. A. abschloss. Sie promovierte 1999 im Fach Ethnologie mit der Arbeit Negotiating the Divine. Temple Religion and Temple Politics in Contemporary India. Von 1999 bis 2002 war sie Wissenschaftliche Mitarbeiterin am Institut für Ethnologie der Universität Heidelberg im Forschungsprojekt Theatralität als Modell in den Kulturwissenschaften und wechselte im Anschluss an die Martin-Luther-Universität Halle-Wittenberg als Wissenschaftliche Assistentin. Sie habilitierte dort 2006 im Fach Ethnologie mit der Arbeit Journalistic Practices and the Re-making of Leadership Traditions in India. 
In den Jahren 2007 bis 2010 war sie in Australien an der University of New South Wales in Sydney im Fachbereich Ethnologie und Soziologie der School of Social Sciences and International Studies als Senior Lecturer tätig. Dort übernahm sie sodann bis 2012 Aufgaben als Associate Professor in den Fächern Ethnologie und Soziologie. Im Jahr 2012 wurde Ursula Rao auf den Lehrstuhl für Ethnologie der Universität Leipzig berufen und übernahm zeitgleich die Direktion des Instituts. Seit 2019 ist sie Mitglied im Senat der Deutschen Forschungsgemeinschaft. 
Seit April 2020 ist sie Direktorin am Max-Planck-Institut für ethnologische Forschung in Halle (Saale), wo sie die neue Abteilung Ethnologie, Politik und Governance leitet. Weiterer Direktor am MPI für ethnologische Forschung ist Biao Xiang. Sie ist daneben weiterhin als Honorarprofessorin für die Universität Leipzig tätig. Zum 1. Februar 2023 wurde sie für drei Jahre in den Wissenschaftsrat berufen. Ebenfalls 2023 wurde sie zum Mitglied der Berlin-Brandenburgischen Akademie der Wissenschaften gewählt.

## Forschung
Ursula Raos Forschung beschäftigt sich mit urbanen Transformationsprozessen und Alltagspolitik. Ihr regionaler Schwerpunkt ist das städtische Südasien, mit besonderem Interesse an Nordindien. In der Vergangenheit untersuchte sie die Folgen von Globalisierungsprozessen für lokale Bürgerschaftsdiskurse. Themenschwerpunkte waren etwa, wie der durch Liberalisierungen angestoßene Umbau des Wohlfahrtsstaates die Lebenssituation von Armen in Indien verändert, welche Impulse vom Einsatz neuer Technologien (etwa biometrischer Registrierung oder Smart Cards) und Herrschaftstechniken ausgehen und wie Stadtsanierung Klassenbeziehungen verändert. Andere Arbeitsthemen sind die Bedeutung von Medien und Journalisten für demokratische Prozesse sowie die Rolle religiöser Institutionen und Rituale für die Alltagspolitik.
Seit 2020 befasst sich Rao im Sonderforschungsprojekt Digital governance and the respatialization of the Indian state mit den räumlichen Folgen von Veränderungen durch digitale Technologien, mit einem Schwerpunkt auf der Rolle von Verwaltern, Politikern und Bürgern als räumlichen Unternehmern.

## Veröffentlichungen (Auswahl)

### Monografien
- Negotiating the Divine. Temple Religion and Temple Politics in Contemporary Urban India. Reihe: South Asian Studies Series. Band 41. Manohar Publishers, Delhi 2003. ISBN 978-8-173-04515-8.
- Kommunalismus in Indien. Eine Darstellung der wissenschaftlichen Debatte über Hindu-Muslim-Konflikte. Reihe: Südasienwissenschaftliche Arbeitsblätter, hrsg. von Rahul Peter Das. Band 4, 2003. Martin-Luther-Universität Halle-Wittenberg, Institut für Indologie und Südasienwissenschaften, ISBN 3-86010-707-0, PDF; 0,5 MB.
- News as Culture. Journalistic Practices and the Remaking of Indian Leadership Traditions. Berghahn Books, Oxford 2010, ISBN 978-1-845-45669-6.[8] Als Taschenbuch: Berghahn Books, Oxford 2013. ISBN 978-0-857-45905-3.

### Herausgeberschaften
- mit Klaus-Peter Köpping: Im Rausch des Rituals. Gestaltung und Transformation der Wirklichkeit durch körperliche Performanz. LIT Verlag, Hamburg 2000, 2. Auflage 2008, ISBN 978-3-825-83988-8.
- Kulturelle Verwandlungen. Die Gestaltung sozialer Welten in der Performanz. Verlag Peter Lang, Frankfurt 2003, ISBN 978-3-631-54407-5.
- mit John Hutnyk: Celebrating Transgression. Method and Politics in the Anthropological Studies of Cultures. Berghahn Books, Oxford 2009, ISBN 978-1-845-45025-0.
- mit Mark Maguire und Nils Zurawaski: Bodies as Evidence. Security, Knowledge, and Power. Reihe: Global Insecurities. Hrsg. von Catherine Besteman und Daniel M. Goldstein. Duke University Press, Durham und London 2018, ISBN 978-1-478-00169-0, als Taschenbuch ISBN 978-1-478-00294-9.

### Beiträge in Anthologien
- Ritualpolitik. Die (Nicht-)Emergenz von sozialer und politischer Autorität durch rituelle Performanzen. In: Erika Fischer-Lichte, Christian Horn, Sandra Umathum und Matthias Warstat (Hrsg.): Diskurse des Theatralen. Reihe: Theatralität. A. Francke Verlag, Tübingen 2005, ISBN 978-3-772-08078-4, S. 193–209.
- Ritual in Society. In: Jens Kreinath, Jan Snoek, Michael Stausberg (Hrsg.): Theorizing Rituals. Issues, Topics, Approaches, Concepts. Band 1. Brill, Leiden 2006, ISBN 978-9-004-15344-8, S. 143–160.
- Empowerment through local news-making. Studying the media-public interface in India. In: S. Elizabeth Bird (Hrsg.): Anthropology of News and Journalism: Global Perspectives. Indiana University Press, Bloomington 2009, ISBN 978-0-253-22126-1, S. 100–115.
- Writing, typing and scanning: distributive justice and the politics of visibility in the era of e-governance. In: Sahana Udupa and Stephen D. McDowell (Hrsg.): Media as politics in South Asia. Reihe: Routledge Contemporary South Asia Series. Band 118. London, New York, Routledge 2017, ISBN 978-0-367-88511-3 S. 127–140.
- Incremental gentrification: upgrading and the predicaments of making India slum-free. In: Setha M. Low (Hrsg.): The Routledge handbook of anthropology and the city. Reihe: Routledge Handbooks. London, New York, Routledge 2018, ISBN S. 214–227.

### Beiträge in Zeitschriften
- Eine Frage des Glaubens. „Illegale“ Tempel und der Kampf um die Gestaltung des urbanen Raums in Indien. In: Sociologus. Band 50, Heft 2, 2000, S. 145–174. PDF
- Arbeit am Ruf. Medienstrategien für indische Patrone. In: Sociologus. Band 59, Heft 2, 2009, doi:10.3790/soc.59.2.199, S. 199–227.
- Neoliberalism and the rewriting of the Indian leader. In: American Ethnologist. Band 37, Nr. 4, doi:10.1111/j.1548-1425.2010.01280.x, S. 713–725.
- Making the Global City. Urban Citizenship on the Margins of Delhi. In: Ethnos. Band 74, Nr. 4, 2010, doi:10.1080/00141844.2010.532227, S. 402–424.
- Tolerated Encroachment. Resettlement policies and the negotiation of the licit/illicit divide in an Indian metropolis. In: Cultural Anthropology. Band 28, Nr. 4, 2013, S. 760–779.
- Biometric Marginality. UID and the Shaping of Homeless Identities in the City. In: Economic and Political Weekly. Band 48, Heft 13, 30. März 2013, S. 1–7. PDF
- mit Jonathan Anjaria: Talking back to the state. Citizens’ engagement after neoliberal reform in India. In: Social Anthropologist. Band 22, Nr. 4, 1. November 2014, doi:10.1111/1469-8676.12088, S. 410–427.
- Current Debates in Anthropology. In: Zeitschrift für Ethnologie. Sonderausgabe, Band 139, Nr. 1, 2014, S. 1–5.
- Making informal sacred geographies: spiritual presence, sensual engagement, and wayside shrines in urban India. In: Space and Culture. 1. November 2022, doi:10.1177/12063312221130244.